# Кварта Олександр Васильович
Олександр Васильович Кварта (12 квітня 1977, Охтирка, Сумська область) — український автор та виконавець пісень.

## Життєпис
Олександр Кварта народився в місті Охтирка на Сумщині. Навчався в охтирській музичній школі, ходив до балетної студії, брав участь у драматичному гуртку, захоплювався малюванням, різьбленням по дереву. З 1992 року навчався в Лебединському педагогічному училищі імені Антона Макаренка, де грав і співав у вокально-інструментальному ансамблі та написав свої перші пісні.
З 1996 року проживає в Харкові. Після закінчення училища поступив до Харківського педагогічного університету, де вперше став співати під фонограму. Пізніше разом зі своїм гуртом виступав з авторськими піснями на сцені університету, а згодом і на різних сценах Харкова.
З 2001 року почав працювати вчителем, але віддавши перевагу сцені, покинув педагогічну діяльність.
2004 року взяв участь у телепроекті «Караоке на майдані».
2009 року взяв участь у 1 сезоні шоу «Україна має талант», де дійшов до півфіналу. На кастингу співак виконав пісню «Сеньорита, я влюблён!» ((укр.)«Сеньорита, я закоханий!»), при цьому своєрідно підтанцьовуючи, чим підкорив суддів шоу.
На 2017 рік Олександр Кварта має три музичних альбоми, один з яких має назву «Україна», де записані авторські пісні у співпраці з українськими поетами.
Виступав із фольклорним гуртом «Барви».

## Дискографія
- 2010 — «По дороге к солнцу»
- 2013 — «Крылатая душа»
- 2017 — «Україна»[4][5]
- «Миру, добра, любові»